# 1. Fußball-Club Köln 01/07 1972-1973
Questa voce raccoglie le informazioni riguardanti il 1. Fußball-Club Köln 01/07 nelle competizioni ufficiali della stagione 1972-1973.

## Stagione
Nella stagione 1972-1973 il Colonia, allenato da Rudi Schlott, concluse il campionato di Bundesliga al 2º posto. In Coppa di Germania il Colonia perse la finale con dal Borussia M'gladbach. In Coppa di Lega il Colonia fu eliminato nella fase a gironi. In Coppa UEFA il Colonia fu eliminato agli ottavi di finale dal Borussia M'gladbach.

## Rosa
| N. |                     | Ruolo | Calciatore           |
| -- | ------------------- | ----- | -------------------- |
|    | Germania (bandiera) | P     | Harald Schumacher    |
|    | Germania (bandiera) | P     | Gerhard Welz         |
|    | Germania (bandiera) | D     | Josef Bläser         |
|    | Germania (bandiera) | D     | Bernd Cullmann       |
|    | Germania (bandiera) | D     | Herbert Hein         |
|    | Germania (bandiera) | D     | Mathias Hemmersbach  |
|    | Germania (bandiera) | D     | Harald Konopka       |
|    | Germania (bandiera) | D     | Heinz-Dieter Schmitz |
|    | Germania (bandiera) | D     | Wolfgang Weber       |
|    | Germania (bandiera) | C     | Georg Bosbach        |
|    | Germania (bandiera) | C     | Heinz Flohe          |
|    | Germania (bandiera) | C     | Jürgen Glowacz       |

| N. |                      | Ruolo | Calciatore              |
| -- | -------------------- | ----- | ----------------------- |
|    | Germania (bandiera)  | C     | Jupp Kapellmann         |
|    | Germania (bandiera)  | C     | Herbert Neumann         |
|    | Germania (bandiera)  | C     | Wolfgang Overath        |
|    | Germania (bandiera)  | C     | Heinz Simmet            |
|    | Germania (bandiera)  | A     | Rainer Gebauer          |
|    | Germania (bandiera)  | A     | Karlheinz Hähnchen      |
|    | Germania (bandiera)  | A     | Detlev Lauscher         |
|    | Germania (bandiera)  | A     | Hannes Löhr             |
|    | Argentina (bandiera) | A     | Ricardo-Horacio Neumann |
|    | Germania (bandiera)  | A     | Paul Scheermann         |
|    | Germania (bandiera)  | A     | Karl-Heinz Thielen      |

## Organigramma societario
Area tecnica
- Allenatore: Rudi Schlott
- Allenatore in seconda:
- Preparatore dei portieri:
- Preparatori atletici:

## Calciomercato

### Sessione estiva
| Acquisti | Acquisti                | Acquisti                      | Acquisti |
| R.       | Nome                    | da                            | Modalità |
| -------- | ----------------------- | ----------------------------- | -------- |
| C        | Georg Bosbach           | Colonia (juniores)            |          |
| D        | Herbert Hein            | Colonia (juniores)            |          |
| C        | Herbert Neumann         | Colonia (juniores)            |          |
| A        | Ricardo-Horacio Neumann | Chacarita Juniors             |          |
| P        | Harald Schumacher       | Schwarz-Weiß Düren (juniores) |          |

| Cessioni | Cessioni      | Cessioni            | Cessioni |
| R.       | Nome          | a                   | Modalità |
| -------- | ------------- | ------------------- | -------- |
| D        | Werner Biskup | RFC Liegi           |          |
| A        | Bernd Rupp    | Borussia M'gladbach |          |

### Sessione invernale
| Acquisti | Acquisti | Acquisti | Acquisti |
| R.       | Nome     | da       | Modalità |
| -------- | -------- | -------- | -------- |

| Cessioni | Cessioni           | Cessioni         | Cessioni |
| R.       | Nome               | a                | Modalità |
| -------- | ------------------ | ---------------- | -------- |
| A        | Herbert Mühlenberg | Bayer Leverkusen |          |

## Risultati

### Bundesliga

#### Girone di andata
| Arbitro: | Redelfs |

|                             |           |                |
| Frank 36’, 75’ Weidmann 40’ | Marcatori | 30’ Mühlenberg |

| Arbitro: | Meuser |

|                                       |           |                    |
| Kapellmann 11’ Flohe 33’ Cullmann 38’ | Marcatori | 42’ (rig.) Kobluhn |

| Arbitro: | Berner |

|           |           |                |
| Budde 86’ | Marcatori | 57’ Kapellmann |

| Arbitro: | Wengenmayer |

|            |           |  |
| Simmet 49’ | Marcatori |  |

| Amburgo 4 ottobre 1972, ore 15:30 CET 5ª giornata | Amburgo   | 0 – 0 referto | Colonia | Volksparkstadion (11 000 spett.)\| Arbitro: \| Zuchantke \| |
| Arbitro:                                          | Zuchantke |               |         |                                                             |

| Arbitro: | Biwersi |

|                                                   |           |                               |
| Kapellmann 29’ Simmet 47’ Gebauer 49’ Konopka 87’ | Marcatori | 53’, 67’ Bründl 89’ Gersdorff |

| Hannover 14 ottobre 1972, ore 15:30 CET 7ª giornata | Hannover 96 | 0 – 0 referto | Colonia | Niedersachsenstadion (20 000 spett.)\| Arbitro: \| Betz \| |
| Arbitro:                                            | Betz        |               |         |                                                            |

| Arbitro: | Schröck |

|                                              |           |  |
| Thielen 40’ Glowacz 63’ Löhr 77’ Overath 89’ | Marcatori |  |

| Arbitro: | Klauser |

|                   |           |            |
| Bitz 56’ Seel 71’ | Marcatori | 86’ Simmet |

| Arbitro: | Ohmsen |

|             |           |           |
| Overath 56’ | Marcatori | 62’ Kohle |

| Arbitro: | Tschenscher |

|                             |           |                        |
| Zewe 23’ Budde 26’ Geye 49’ | Marcatori | 63’ Thielen 89’ Bläser |

| Arbitro: | Schulenburg |

|                                              |           |  |
| Kapellmann 5’ (rig.) Simmet 28’ Lauscher 44’ | Marcatori |  |

| Arbitro: | Biwersi |

|                               |           |                                   |
| Lameck 65’ Konopka 69’ (aut.) | Marcatori | 4’, 84’ Flohe 60’ Simmet 86’ Löhr |

| Arbitro: | Redelfs |

|                                       |           |            |
| Löhr 43’ (rig.), 83’ (rig.) Flohe 70’ | Marcatori | 68’ Parits |

| Arbitro: | Engel |

|          |           |                  |
| Löhr 34’ | Marcatori | 13’ Blechschmidt |

| Arbitro: | Tschenscher |

|                                                         |           |                      |
| Bonhof 1’ Rupp 16’ Heynckes 37’, 56’ (rig.), 65’ (rig.) | Marcatori | 52’ Flohe 74’ Simmet |

| Arbitro: | Biwersi |

|                             |           |                 |
| Cullmann 10’ Kapellmann 90’ | Marcatori | 18’ Krauthausen |

#### Girone di ritorno
| Arbitro: | Horstmann |

|                                                                  |           |              |
| Kapellmann 52’, 74’ (rig.) Neumann 62’ Löhr 66’ (rig.) Flohe 85’ | Marcatori | 23’ Weidmann |

| Arbitro: | Aldinger |

|                            |           |                     |
| Wilbertz 53’ Heinrichs 76’ | Marcatori | 6’ Hein 83’ Gebauer |

| Arbitro: | Geng |

|                                     |           |                |
| Overath 15’ Neumann 25’ Gebauer 49’ | Marcatori | 34’ Rettkowski |

| Arbitro: | Schröck |

|                        |           |          |
| Zembski 8’ Höttges 13’ | Marcatori | 26’ Hein |

| Arbitro: | Fuchs |

|                       |           |                   |
| Cullmann 41’ Löhr 90’ | Marcatori | 57’ (rig.) Zaczyk |

| Arbitro: | Biwersi |

|                           |           |  |
| Merkhoffer 68’ Bründl 77’ | Marcatori |  |

| Arbitro: | Berner |

|                                         |           |                              |
| Simmet 38’ Cullmann 70’ Löhr 75’ (rig.) | Marcatori | 17’ Kaemmer 20’, 60’ Reimann |

| Arbitro: | Klauser |

|             |           |          |
| Gutzeit 15’ | Marcatori | 22’ Löhr |

| Arbitro: | Wohlfarth |

|                       |           |  |
| Glowacz 14’ Flohe 74’ | Marcatori |  |

| Arbitro: | Frickel |

|                       |           |                             |
| Kohle 64’ (rig.), 69’ | Marcatori | 30’ Cullmann 74’ (aut.) Miß |

| Arbitro: | Tschenscher |

|              |           |  |
| Lauscher 84’ | Marcatori |  |

| Arbitro: | Schulenburg |

|                         |           |                      |
| Kremers 20’ (rig.), 51’ | Marcatori | 24’ Weber 30’ Simmet |

| Arbitro: | Hillebrand |

|                       |           |             |
| Cullmann 77’ Löhr 87’ | Marcatori | 15’ Walitza |

| Arbitro: | Gabor |

|                                                                |           |  |
| Reichel 59’ Hölzenbein 67’ Rohrbach 69’ Kalb 78’ Trinklein 89’ | Marcatori |  |

| Arbitro: | Redelfs |

|                   |           |                                           |
| Kostedde 14’, 73’ | Marcatori | 13’ Lauscher 22’ Weber 52’ (aut.) Schäfer |

| Arbitro: | Picker |

|                                             |           |           |
| Kapellmann 40’ (rig.) Glowacz 47’ Flohe 84’ | Marcatori | 13’ Kulik |

| Arbitro: | Schröck |

|            |           |          |
| Hoeneß 81’ | Marcatori | 50’ Hein |

### Coppa di Germania
| Arbitro: | Frickel |

|                          |           |             |
| Bergfelder 35’ Thier 43’ | Marcatori | 88’ Overath |

| Arbitro: | Weyland |

|                                                 |           |  |
| Cullmann 20’ Flohe 95’ Neumann 115’ Bläser 117’ | Marcatori |  |

| Arbitro: | Gabor |

|                     |           |                         |
| Nogly 35’ Heese 44’ | Marcatori | 63’ Overath 85’ Gebauer |

| Arbitro: | Quindeau |

|                                     |           |           |
| Löhr 26’ (rig.), 34’, 89’ Flohe 74’ | Marcatori | 58’ Heese |

| Arbitro: | Seiler |

|  |           |                                   |
|  | Marcatori | 39’, 57’ Weber 71’, 77’, 89’ Löhr |

| Arbitro: | Linn |

|                              |           |                                  |
| Flohe 43’ Weber 55’ Löhr 73’ | Marcatori | 62’ (rig.) Gersdorff 83’ Gerwien |

| Arbitro: | Ohmsen |

|                                                           |           |  |
| Hein 35’ Cullmann 41’ Löhr 62’ Kapellmann 70’ Overath 84’ | Marcatori |  |

| Arbitro: | Biwersi |

|              |           |          |
| Ritschel 30’ | Marcatori | 86’ Löhr |

| Arbitro: | Tschenscher |

|                       |           |             |
| Wimmer 24’ Netzer 94’ | Marcatori | 40’ Neumann |

### Coppa di Lega
| Arbitro: | Fork |

|                                                            |           |                        |
| Kapellmann 8’, 37’, 61’ Overath 65’ Flohe 70’ Cullmann 72’ | Marcatori | 41’ Langer 83’ Wieland |

| Arbitro: | Wichmann |

|                               |           |                       |
| Herzog 11’ Budde 71’ Geye 81’ | Marcatori | 84’ (rig.) Kapellmann |

| Arbitro: | Krutzke |

|  |           |                              |
|  | Marcatori | 46’ (aut.) Rehbach 55’ Flohe |

| Arbitro: | Hamer |

|                                                    |           |            |
| Kapellmann 20’, 25’ (rig.) Thielen 37’ Glowacz 77’ | Marcatori | 62’ Schulz |

| Arbitro: | Wichmann |

|           |           |                |
| Thier 83’ | Marcatori | 37’ Kapellmann |

| Arbitro: | Eschweiler |

|  |           |                         |
|  | Marcatori | 35’ Kucharski 87’ Glock |

### Coppa UEFA
| Arbitro: | De Mendibíl |

|                |           |          |
| Flohe 48’, 65’ | Marcatori | 24’ Daly |

| Arbitro: | Geluck |

|  |           |                                       |
|  | Marcatori | 76’ Flohe 81’ Kapellmann 84’ Lauscher |

| Arbitro: | Mattsson |

|          |           |  |
| Vold 77’ | Marcatori |  |

| Arbitro: | Corver |

|                                                                                |           |             |
| Flohe 10’ Löhr 12’, 38’, 55’, 59’, 60’ Cullmann 16’ Kapellmann 46’, 64’ (rig.) | Marcatori | 33’ Paulsen |

| Colonia 28 novembre 1972, ore 20:00 CET Ottavi di finale | Colonia | 0 – 0 referto | Borussia M'gladbach | Müngersdorfer Stadion (11 500 spett.)\| Arbitro: \| Jonsson \| |
| Arbitro:                                                 | Jonsson |               |                     |                                                                |

| Arbitro: | Emsberger |

|                                             |           |  |
| Kulik 6’ Vogts 35’ Jensen 64’, 79’ Rupp 66’ | Marcatori |  |

## Statistiche

### Statistiche di squadra
| Competizione      | Punti | In casa | In casa | In casa | In casa | In casa | In casa | In trasferta | In trasferta | In trasferta | In trasferta | In trasferta | In trasferta | Totale | Totale | Totale | Totale | Totale | Totale | DR  |
| Competizione      | Punti | G       | V       | N       | P       | Gf      | Gs      | G            | V            | N            | P            | Gf           | Gs           | G      | V      | N      | P      | Gf     | Gs     | DR  |
| ----------------- | ----- | ------- | ------- | ------- | ------- | ------- | ------- | ------------ | ------------ | ------------ | ------------ | ------------ | ------------ | ------ | ------ | ------ | ------ | ------ | ------ | --- |
| Bundesliga        | 43    | 17      | 14      | 3       | 0       | 43      | 16      | 17           | 2            | 8            | 7            | 23           | 35           | 34     | 16     | 11     | 7      | 66     | 51     | +15 |
| Coppa di Germania | -     | 4       | 4       | 0       | 0       | 16      | 3       | 5            | 1            | 2            | 2            | 10           | 7            | 9      | 5      | 2      | 2      | 26     | 10     | +16 |
| Coppa di Lega     | -     | 3       | 2       | 0       | 1       | 10      | 5       | 3            | 1            | 1            | 1            | 4            | 4            | 6      | 3      | 1      | 2      | 14     | 9      | +5  |
| Coppa UEFA        | -     | 3       | 2       | 1       | 0       | 11      | 2       | 3            | 1            | 0            | 2            | 3            | 6            | 6      | 3      | 1      | 2      | 14     | 8      | +6  |
| Totale            | 43    | 27      | 22      | 4       | 1       | 80      | 26      | 28           | 5            | 11           | 12           | 40           | 52           | 55     | 27     | 15     | 13     | 120    | 78     | +42 |

### Andamento in campionato
| Giornata  | 1  | 2 | 3  | 4 | 5 | 6 | 7 | 8 | 9 | 10 | 11 | 12 | 13 | 14 | 15 | 16 | 17 | 18 | 19 | 20 | 21 | 22 | 23 | 24 | 25 | 26 | 27 | 28 | 29 | 30 | 31 | 32 | 33 | 34 |
| --------- | -- | - | -- | - | - | - | - | - | - | -- | -- | -- | -- | -- | -- | -- | -- | -- | -- | -- | -- | -- | -- | -- | -- | -- | -- | -- | -- | -- | -- | -- | -- | -- |
| Luogo     | T  | C | T  | C | T | C | T | C | T | C  | T  | C  | T  | C  | C  | T  | C  | C  | T  | C  | T  | C  | T  | C  | T  | C  | T  | C  | T  | C  | T  | T  | C  | T  |
| Risultato | P  | V | N  | V | N | V | N | V | P | N  | P  | V  | V  | V  | N  | P  | V  | V  | N  | V  | P  | V  | P  | N  | N  | V  | N  | V  | N  | V  | P  | V  | V  | N  |
| Posizione | 14 | 8 | 10 | 7 | 8 | 4 | 5 | 4 | 4 | 4  | 7  | 5  | 4  | 3  | 3  | 4  | 5  | 3  | 3  | 3  | 4  | 3  | 5  | 5  | 4  | 3  | 4  | 3  | 3  | 2  | 3  | 2  | 2  | 2  |

Legenda:

Luogo: C = Casa; T = Trasferta. Risultato: V = Vittoria; N = Pareggio; P = Sconfitta.

### Statistiche dei giocatori
| Giocatore      | Bundesliga | Bundesliga | Bundesliga  | Bundesliga | Coppa di Germania | Coppa di Germania | Coppa di Germania | Coppa di Germania | Coppa di Lega | Coppa di Lega | Coppa di Lega | Coppa di Lega | Coppa UEFA | Coppa UEFA | Coppa UEFA  | Coppa UEFA | Totale   | Totale | Totale      | Totale     |
| Giocatore      | Presenze   | Reti       | Ammonizioni | Espulsioni | Presenze          | Reti              | Ammonizioni       | Espulsioni        | Presenze      | Reti          | Ammonizioni   | Espulsioni    | Presenze   | Reti       | Ammonizioni | Espulsioni | Presenze | Reti   | Ammonizioni | Espulsioni |
| -------------- | ---------- | ---------- | ----------- | ---------- | ----------------- | ----------------- | ----------------- | ----------------- | ------------- | ------------- | ------------- | ------------- | ---------- | ---------- | ----------- | ---------- | -------- | ------ | ----------- | ---------- |
| J. Bläser      | 12         | 1          | 0           | 0          | 5                 | 1                 | 0                 | 0                 | 2             | 0             | 0             | 0             | 5          | 0          | 0           | 0          | 24       | 2      | 0           | 0          |
| G. Bosbach     | 0          | 0          | 0           | 0          | 0                 | 0                 | 0                 | 0                 | 1             | 0             | 0             | 0             | 0          | 0          | 0           | 0          | 1        | 0      | 0           | 0          |
| B. Cullmann    | 34         | 6          | 0           | 0          | 8                 | 2                 | 0                 | 0                 | 6             | 1             | 0             | 0             | 6          | 1          | 0           | 0          | 54       | 10     | 0           | 0          |
| H. Flohe       | 30         | 8          | 0           | 0          | 9                 | 3                 | 0                 | 0                 | 5             | 2             | 0             | 0             | 5          | 4          | 0           | 0          | 49       | 17     | 0           | 0          |
| R. Gebauer     | 19         | 3          | 0           | 0          | 3                 | 1                 | 0                 | 0                 | 1             | 0             | 0             | 0             | 2          | 0          | 0           | 0          | 25       | 4      | 0           | 0          |
| J. Glowacz     | 17         | 3          | 0           | 0          | 6                 | 0                 | 0                 | 0                 | 4             | 1             | 0             | 0             | 3          | 0          | 0           | 0          | 30       | 4      | 0           | 0          |
| H. Hein        | 17         | 3          | 0           | 0          | 9                 | 1                 | 0                 | 0                 | 0             | 0             | 0             | 0             | 1          | 0          | 0           | 0          | 27       | 4      | 0           | 0          |
| M. Hemmersbach | 11         | 0          | 0           | 0          | 2                 | 0                 | 0                 | 0                 | 6             | 0             | 0             | 0             | 4          | 0          | 0           | 0          | 23       | 0      | 0           | 0          |
| K. Hähnchen    | 6          | 0          | 0           | 0          | 1                 | 0                 | 0                 | 0                 | 3             | 0             | 0             | 0             | 0          | 0          | 0           | 0          | 10       | 0      | 0           | 0          |
| J. Kapellmann  | 32         | 8          | 0           | 0          | 7                 | 1                 | 0                 | 0                 | 6             | 7             | 0             | 0             | 5          | 3          | 0           | 0          | 50       | 19     | 0           | 0          |
| H. Konopka     | 28         | 1          | 0           | 0          | 9                 | 0                 | 0                 | 0                 | 6             | 0             | 0             | 0             | 6          | 0          | 0           | 0          | 49       | 1      | 0           | 0          |
| D. Lauscher    | 17         | 3          | 0           | 0          | 3                 | 0                 | 0                 | 0                 | 3             | 0             | 0             | 0             | 5          | 1          | 0           | 0          | 28       | 4      | 0           | 0          |
| H. Löhr        | 28         | 10         | 0           | 0          | 9                 | 9                 | 0                 | 0                 | 1             | 0             | 0             | 0             | 4          | 5          | 0           | 0          | 42       | 24     | 0           | 0          |
| H. Mühlenberg  | 2          | 1          | 0           | 0          | 0                 | 0                 | 0                 | 0                 | 1             | 0             | 0             | 0             | 1          | 0          | 0           | 0          | 4        | 1      | 0           | 0          |
| H. Neumann     | 17         | 0          | 0           | 0          | 2                 | 1                 | 0                 | 0                 | 4             | 0             | 0             | 0             | 1          | 0          | 0           | 0          | 24       | 1      | 0           | 0          |
| R. Neumann     | 6          | 2          | 0           | 0          | 1                 | 1                 | 0                 | 0                 | 2             | 0             | 0             | 0             | 0          | 0          | 0           | 0          | 9        | 3      | 0           | 0          |
| W. Overath     | 30         | 3          | 0           | 0          | 8                 | 3                 | 0                 | 0                 | 6             | 1             | 0             | 0             | 5          | 0          | 0           | 0          | 49       | 7      | 0           | 0          |
| P. Scheermann  | 7          | 0          | 0           | 0          | 0                 | 0                 | 0                 | 0                 | 2             | 0             | 0             | 0             | 1          | 0          | 0           | 0          | 10       | 0      | 0           | 0          |
| H. Schmitz     | 0          | 0          | 0           | 0          | 0                 | 0                 | 0                 | 0                 | 0             | 0             | 0             | 0             | 0          | 0          | 0           | 0          | 0        | 0      | 0           | 0          |
| T. Schumacher  | 0          | 0          | 0           | 0          | 1                 | 0                 | 0                 | 0                 | 0             | 0             | 0             | 0             | 0          | 0          | 0           | 0          | 1        | 0      | 0           | 0          |
| H. Simmet      | 34         | 8          | 0           | 0          | 9                 | 0                 | 0                 | 0                 | 6             | 0             | 0             | 0             | 6          | 0          | 1           | 0          | 55       | 8      | 1           | 0          |
| K. Thielen     | 12         | 2          | 0           | 0          | 0                 | 0                 | 0                 | 0                 | 6             | 1             | 0             | 0             | 3          | 0          | 1           | 0          | 21       | 3      | 1           | 0          |
| W. Weber       | 22         | 2          | 0           | 0          | 9                 | 3                 | 0                 | 0                 | 0             | 0             | 0             | 0             | 3          | 0          | 0           | 0          | 34       | 5      | 0           | 0          |
| G. Welz        | 34         | 0          | 0           | 0          | 9                 | 0                 | 0                 | 0                 | 6             | 0             | 0             | 0             | 6          | 0          | 0           | 0          | 55       | 0      | 0           | 0          |